# Jasurbek Latipov
Jasurbek Latipov (15 settembre 1991) è un pugile uzbeko.

## Palmarès
- Campionati mondiali

Baku 2011: bronzo nei pesi mosca leggeri.
Almaty 2013: argento nei pesi mosca leggeri.
Amburgo2017: argento nei pesi mosca leggeri.
- Campionati asiatici

Tashkent 2017: oro nei pesi mosca leggeri.